# 농암초등학교
농암초등학교는 대한민국 경상북도 문경시 농암면 농암리에 있는 공립 초등학교이다.

## 학교 연혁
- 1920년 6월 9일 설립인가
- 1921년 4월 5일 농암공립보통학교(4년제) 개교
- 1925년 4월 1일 6년제 개편
- 1938년 4월 1일 농암공립심상소학교로 개칭
- 1941년 4월 1일 농암공립국민학교로 개칭
- 1950년 6월 1일 농암국민학교로 개칭
- 1981년 3월 9일 병설유치원 개원(1학급)
- 1996년 3월 1일 농암초등학교로 개칭
- 1999년 9월 1일 청화분교장 편입
- 2000년 3월 1일 선암분교장 폐교
- 2009년 4월 1일 해오름 도서관 개관
- 2013년 3월 1일 제33대 이성영 교장 부임
- 2014년 2월 14일 제90회 졸업식(졸업생 총수 5,846명)
- 2014년 3월 1일 본교 5학급, 분교 4학급 편성
- 2015년 2월 13일 제91회 졸업식(졸업생 총수 5,856명)
- 2015년 3월 1일 본교 5학급, 분교 4학급 편성
- 2016년 3월 1일 제34대 구본일 교장 부임
- 2017년 2월 10일 제93회 졸업식(졸업생 총수 5,877명)
- 2017년 3월 1일 초등 9학급(본교5, 분교4) 45명, 병설유치원 1학급 15명

## 참고 자료
- 농암초등학교 - 한국교육학술정보원 학교알리미